# مانوريا
مانوريا هو جنس من الزواحف ينتمي إلى فصيلة السلاحف البرية، ويضمُّ نوعين حيَّين ونوعاً منقرضاً واحداً. تعيش سلاحف جنس مانوريا في منطقة جنوب وجنوب شرقيّ آسيا، وهي مهددة بالانقراض بدرجاتٍ متفاوتة.

## الأنواع
يضم جنس مانوريا نوعين حيَّين ونوعاً ثالثاً منقرضاً من السلاحف:
- السلحفاة الخجولة (Manouria impressa).
- سلحفاة الغابات الآسيوية (Manouria emys).
- سلحفاة سونداري (Manouria sondaari)، سلحفاة عملاقة منقرضة كانت تعيش في جزيرة لوزون الفلبينيَّة.[2]